# Óratorony (Velence)
Az olaszországi velencei Óratorony (olaszul: Orologio) a város főterén, a Szent Márk téren található. 

## Története
Mauro Codussi tervei alapján építették 1496 és 1499 között. Ezután lebontották a Régi Prokuráciák helyén álló, Sebastian Ziani dózse idejében emelt épület egy részét. Ennek a helyére kerültek a torony mellett kétoldalt álló épületszárnyak, amelyeket 1500 és 1506 között alakítottak ki Pietro Lombardo vezetésével. Az épületszárnyak legfelső szintjét Giorgio Massari építette 1755 körül. Az Óratorony középső átjárója egy ókori diadalívre emlékeztet. Fölötte az első óraszerkezetet Giovanni Fiorentino készítette 1497 és 1498 között. Az óra számlapja két parmai mester, Giampaolo és Giancarlo Ranieri, apa és fia munkája a 15. század végéről. A számlap rézből készült, majd aranyozással és zománcberakással díszítették. Az idő múlását egy napkoronggal ellátott mutató jelzi, a 24 órás számlapon a csillagjegyek, a hónapok, a napok és a holdfázisok szimbólumai láthatók. A második szinten elhelyezett aranyozott rézszobor, Mária a Gyermekkel valószínűleg Alessandro Leopardi szintén a 15. században készült műve. A szobor előtt egy félköríves teraszt alakítottak ki. 
Áldozócsütörtökön és vízkeresztkor minden órában a toronyból előjön egy angyal, mögötte a háromkirályok, majd elvonulnak és meghajolnak Mária előtt. A színes figurákat Giovanni Battista Alghiero készítette 1755-ben. Az óra szerkezetét a 16. és 19. század között többször restaurálták és átalakították, a jelenleg működő szerkezet Bartolomeo Ferracina 1753 és 1757 között készült óraművének másolata. A harmadik szinten Velence jelképe Szent Márk evangelista szárnyas oroszlánja kapott helyet. A kompozícióhoz eredetileg Marco Barbarigo dózse alakja is hozzátartozott. A harmadik szint fölött kialakított teraszon áll egy harang, mellette két férfialak, az úgynevezett Mórok. A két szobor Ambrigio de le Anchore 1497-ben készült alkotásai. A szobrok, amelyek minden órában megkondítják a harangot, nevüket a felhasznált érc sötét színéről kapták.

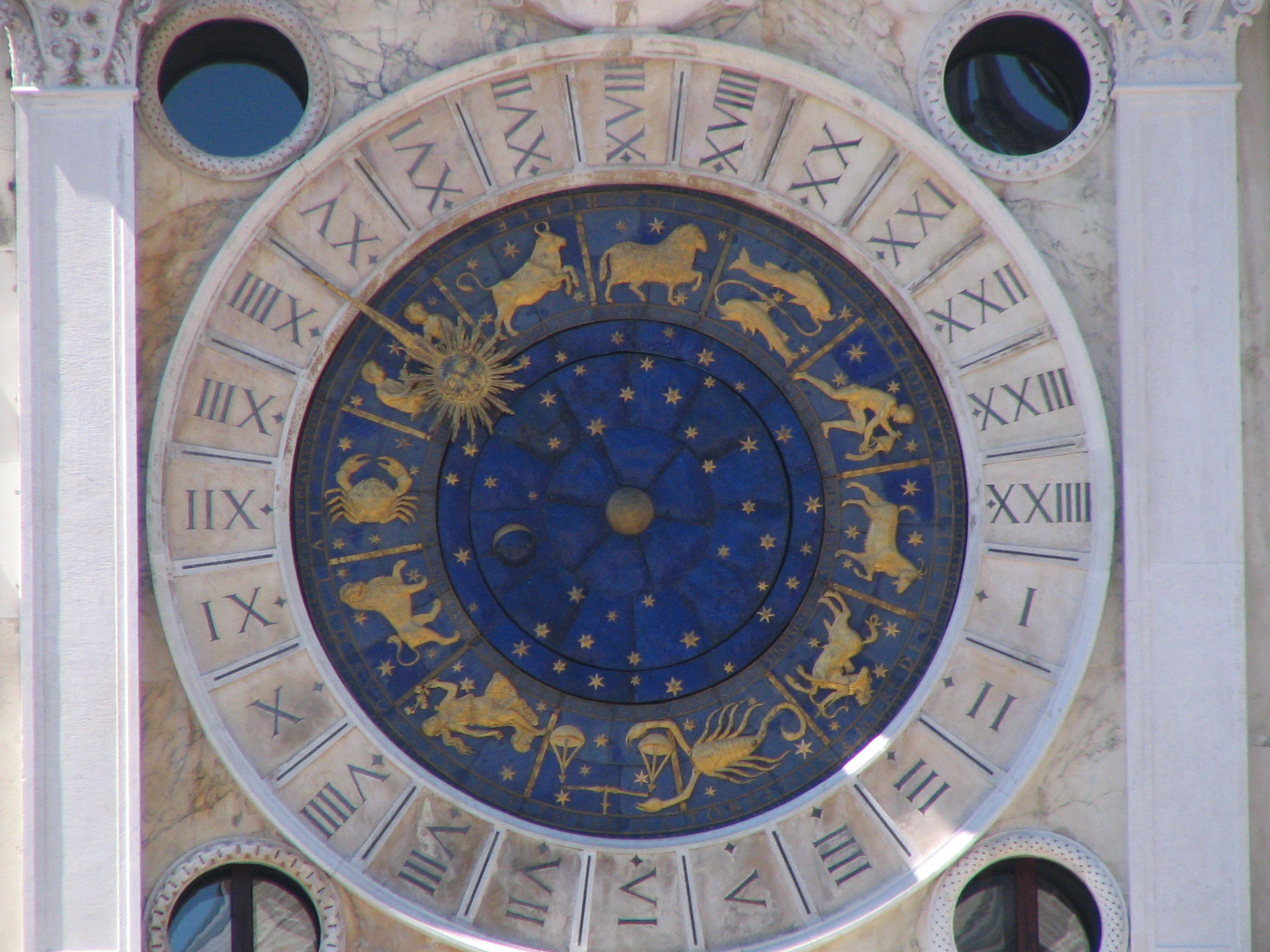
Az óra számlapja
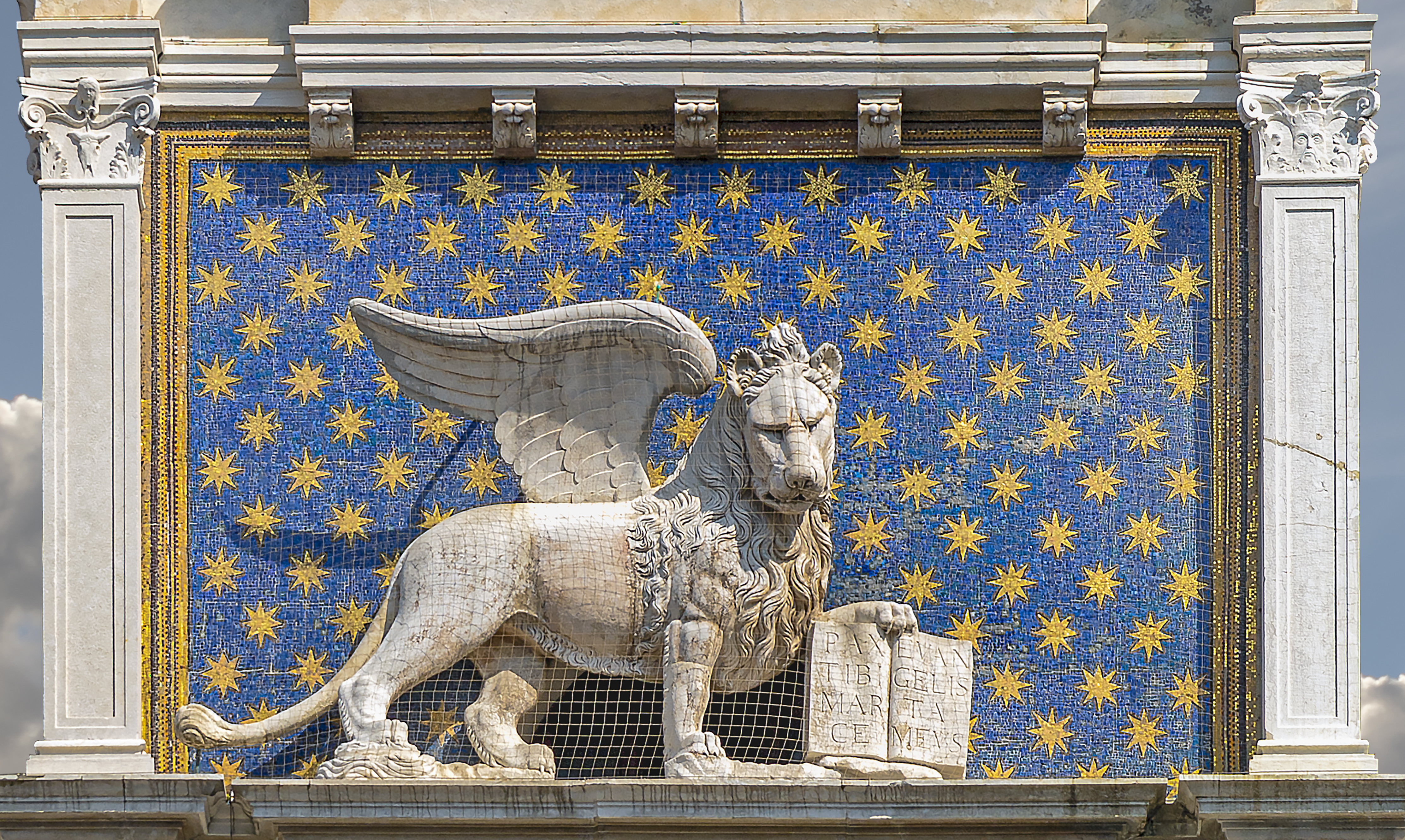
Szent Márk szárnyas oroszlánja
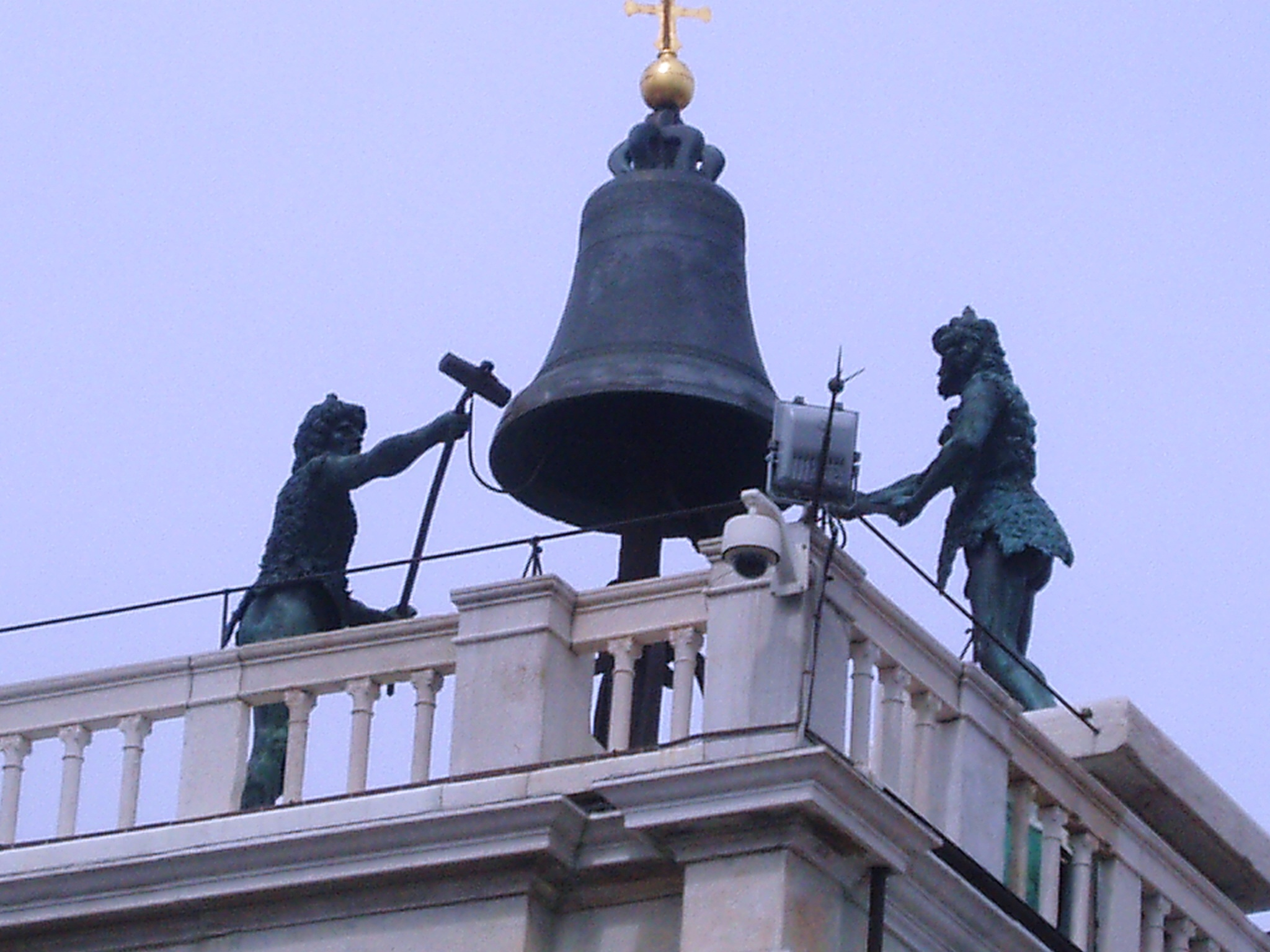
A Mórok

## Érdekességek
- Az óra számlapján a mai szabályos római számoktól eltérő, négyes számcsoportok is vannak.
- A Halak zodiákusát két delfin (a XVIII–XVIIII. órában) jelzi, amelyekről ma már tudjuk, hogy nem halak, hanem emlősök.